# Bernard og Bianca
Bernard og Bianca (originaltitel: The Rescuers) er en amerikansk tegnefilm fra 1977, produceret af Walt Disney Productions, og havde premiere i biograferne i USA den 22. juni 1977. Det er 23. film fra Disneys Klassikere og er baseret på Margery Sharps roman The Rescuers og Miss. Bianca fra 1959 og 1962.
Filmen er produceret og instrueret af Wolfgang Reitherman. Musikken blev komponeret af Artie Butler, og teksterne var skrevet af Carol Connors, Ayn Robbins og Sammy Faina. Filmen handler om musene Bernard og Bianca, der redder pigen Penny, der var blevet bortført af juveltyven Madame Medusa. Bernard og Bianca var en af de mest succesrige film i 1977, med 39 millioner 215 tusinde 869 US-dollars tjent i verden. En efterfølger Bernard og Bianca: SOS fra Australien udkom i 1990.

## Handling
Historien handler om en lille forældreløse pige Penny, som bor på et børnehjem, men er blevet kidnappet af den onde Madame Medusa, der bor på en forladt flodbåd i en marsk kaldet "Djævlebugten". Madame Medusa ønsker en lille pige, som er lige den rigtige størrelse til at kunne blive sænket ned i en særlig brønd, hvor en stor, værdifuld diamant kaldet "Djævelens Øje" bør være. Pennys liv på båden er meget ubehageligt, og derfor sender hun en flaskepost med en bøn om hjælp. En international brigade (som er et modstykke til "De Forenede Nationer", der er i samme bygning), bestående af mus fra hver af Jordens lande, finder flaskeposten og beslutter sig for at sende hjælp til Penny. De to mus den klumsede Bernard og den smukke Miss Bianca drager af sted til Djævlebugten, hvor Penny har opgivet håbet om, at nogen vil høre hendes råb om hjælp.

## Skuespillere
| Rolle        | Danske stemmer         | Engelske stemmer |
| ------------ | ---------------------- | ---------------- |
| Bernard      | Preben Kaas            | Bob Newhart      |
| Bianca       | Susanne Bruun-Koppel   | Eva Gabor        |
| Madam Medusa | Kirsten Rolffes        | Geraldine Page   |
| Snus         | Benny Hansen           | Joe Flynn        |
| Ellie Mae    | Elin Reimer            | Jeanette Nolan   |
| Luke         | Olaf Nielsen           | Pat Buttram      |
| Orville      | Claus Ryskjær          | Jim Jordan       |
| Rufus        | Helge Kjærulff-Schmidt | John McIntire    |
| Penny        | Nicla Ursin            | Michelle Stacy   |
| Mødeleder    | Bjørn Watt Boolsen     | Bernard Fox      |

## Soundtrack
- "The Journey"
- "Rescue Aid Society"
- "Tomorrow is Another Day"
- "Someone's Waiting for You"
- "For Penny's a Jolly Good Fellow"